# Acanthispa nigripennis
Acanthispa nigripennis es un coleóptero de la familia Chrysomelidae. Fue descrita en 1864 por Joseph Sugar Baly como Acanthodes nigripennis.